# Hugo Grotius
Hugo Grotius (/ˈɡroʊʃiəs/; 10 tháng 4 năm 1583 – 28 tháng 8 năm 1645), với các tên khác như Huig de Groot (Dutch: [ˈɦœyɣ də ɣroːt]) hoặc Hugo de Groot (Dutch: [ˈɦyɣoː də ɣroːt]), là một luật gia người Hà Lan. Cùng với Alberico Gentili và Francisco de Vitoria, 
ông đã đặt nền móng cho Luật quốc tế dựa trên Luật tự nhiên. 
Một thần đồng trí tuệ từ tuổi thiếu niên, chỉ vì sự tham gia của ông vào các tranh chấp trong nội bộ phái Calvin của nước Cộng hòa Hà Lan, ông đã bị bắt giam và sau đó trốn thoát bằng cách nấp giữa một kho sách. Ông đã viết hầu hết các tác phẩm chính của mình khi lưu vong ở Pháp.

## Đọc thêm

Annotationes ad Vetus Testamentum, 1732

## Luật tự nhiên

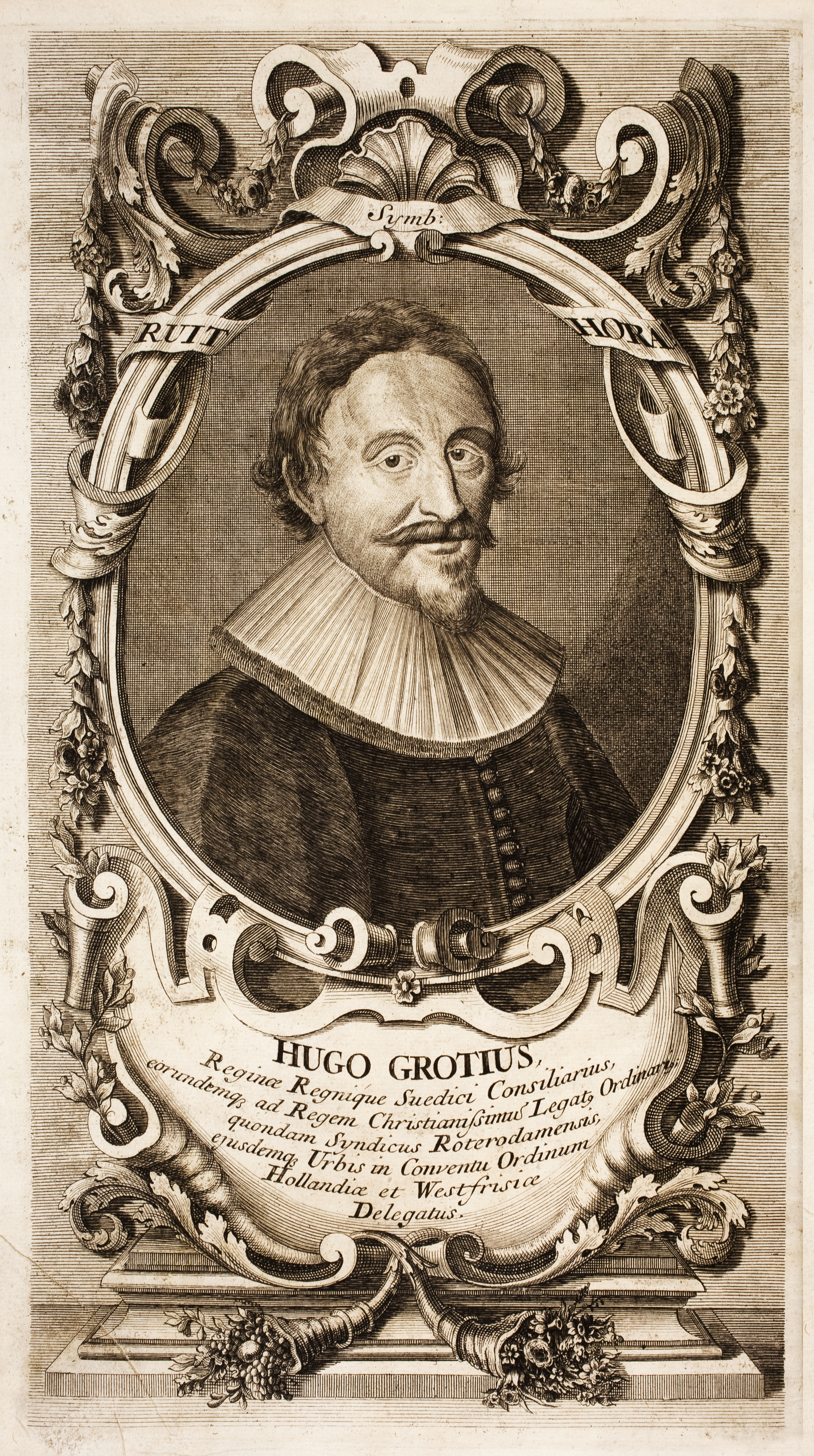
Chân dung khắc của Grotius

Khái niệm về luật tự nhiên của Grotius có tác động mạnh mẽ đến các cuộc tranh luận triết học, thần học và diễn biến chính trị của thế kỷ 17 và 18. Trong số những người mà ông chịu ảnh hưởng có Samuel Pufendorf và John Locke, và thông qua những nhà triết học này, tư tưởng của ông đã trở thành một phần của bối cảnh văn hóa của Cách mạng Vinh quang ở Anh và Cách mạng Hoa Kỳ .  Theo hiểu biết của Grotius, thiên nhiên không phải là một thực thể riêng biệt mà là sự sáng tạo của Chúa. Vì vậy, khái niệm về luật tự nhiên của ông có nền tảng thần học.  Cựu Ước chứa đựng những giáo lý đạo đức (ví dụ như Mười Điều Răn ), được Chúa Kitô xác nhận và do đó vẫn còn hiệu lực. Chúng hữu ích trong việc giải thích nội dung của luật tự nhiên. Cả sự mặc khải trong Kinh thánh và luật tự nhiên đều bắt nguồn từ Chúa và do đó không thể mâu thuẫn với nhau. 